# USS Attu (CVE-102)
USS Attu (CVE-102) là một tàu sân bay hộ tống lớp Casablanca được Hải quân Hoa Kỳ chế tạo trong Chiến tranh Thế giới thứ hai; tên nó được đặt theo đảo Attu thuộc quần đảo Aleut, nơi diễn ra Trận Attu vào tháng 5 năm 1943. Attu đã hoạt động cho đến hết Thế Chiến II, xuất biên chế năm 1946 và bị bán để tháo dỡ năm 1947. Nó được tặng thưởng hai Ngôi sao Chiến trận do thành tích phục vụ trong Thế Chiến II.

## Thiết kế và chế tạo
Con tàu nguyên dự định mang tên Elbour Bay, nhưng được được đổi tên thành Attu vào ngày 6 tháng 11 năm 1943 trước khi được đặt lườn tại Xưởng tàu Vancouver của hãng Kaiser Company, Inc. ở Vancouver, Washington vào ngày 16 tháng 3 năm 1944. Nó được hạ thủy vào ngày 27 tháng 5 năm 1944; được đỡ đầu bởi bà George W. Steele, quả phụ cố Dân biểu George Washington Steele thuộc bang Indiana; và được nhập biên chế vào ngày 30 tháng 6 năm 1944 dưới quyền chỉ huy của Hạm trưởng, Đại tá Hải quân H. F. MacComsey.

## Lịch sử hoạt động
Sau khi hoàn tất chạy thử máy dọc theo vùng bờ Tây, Attu khởi hành từ San Diego vào ngày 7 tháng 8 năm 1944 để vận chuyển máy bay thay thế và nhân sự sang Trân Châu Cảng. Ghé qua khu vực quần đảo Hawaii trong hai ngày, con tàu tiếp tục đi sang Guadalcanal và Espiritu Santo để chuyển giao máy bay, rồi lên đường vào ngày 31 tháng 8 để quay trở vể Hoa Kỳ. Về đến San Diego vào ngày 13 tháng 9, chiếc tàu sân bay được đại tu sau thử máy tại Terminal Island, California cho đến ngày 28 tháng 9, khi nó lên đường đi Alameda, California để nhận nhiên liệu, hàng tiếp liệu và máy bay.
Attu khởi hành từ vùng bờ Tây vào ngày 1 tháng 10, và đi đến Finschhafen, New Guinea vào ngày 18 tháng 10; và sau một chặng dừng tại cảng Seeadler, đảo Manus, nó đổi ngược hướng để quay về Alameda ngang qua Trân Châu Cảng. Sau hai tuần bảo trì trong cảng, con tàu lên đường đi Trân Châu Cảng vào ngày 23 tháng 11, vận chuyển tiếp liệu và binh lính giữa Guam và Trân Châu Cảng trước khi quay trở về San Diego vào ngày 4 tháng 1 năm 1945, được bảo trì vào ngày hôm sau.
Attu lại sẵn sàng để lên đường vào ngày 20 tháng 1, đi đến Trân Châu Cảng vào ngày 27 tháng 1, bắt đầu các hoạt động thực hành tác xạ và không lực ngoài khơi Oahu. Nó lên đường đi Eniwetok vào ngày 1 tháng 2, dừng tại đây một chặng ngắn vào ngày 10 tháng 2 trước khi tiếp tục đi đến Ulithi. Nó rời đảo san hô này vào ngày 16 tháng 2 để gặp gỡ Lực lượng Đặc nhiệm 50, và được phân công vai trò vận chuyển máy bay thay thế và phi công cho các tàu sân bay nhanh hoạt động trên chiến trường. Sau khi chuyển giao hàng hóa sang các tàu sân bay, nó rút lui về Guam để tiếp liệu, rồi tiếp tục nhiệm vụ hỗ trợ tiếp liệu cho các tàu sân bay hạm đội cho đến đầu tháng 7, khi nó quay trở về San Diego để sửa chữa. Con tàu khởi hành vào ngày 24 tháng 7 để quay trở lại chiến trường, và đang ở một vị trí tiếp nhiên liệu về phía Nam các đảo chính quốc Nhật Bản vào ngày 15 tháng 8, khi Nhật Bản đầu hàng kết thúc chiến tranh.
Attu lên đường vào ngày 11 tháng 11, để quay trở về vùng bờ Tây, rồi đến ngày 25 tháng 11 lại tham gia Chiến dịch Magic Carpet để giúp hồi hương các cựu chiến binh phục vụ ở nước ngoài. Nó đã đi đến nhiều đảo tại Thái Bình Dương, di chuyển hơn 38.000 mi (61.000 km) và giúp đưa về nhà hơn 4.000 người. Con tàu được đưa vào danh sách loại bỏ, và đến tháng 5 năm 1946 đã chuyển đến Norfolk, Virginia ngang qua kênh đào Panama và Jacksonville, Florida. Nó xuất biên chế tại Norfolk vào ngày 8 tháng 6 năm 1946; tên nó được rút khỏi danh sách Đăng bạ Hải quân vào ngày 3 tháng 7 năm 1946, và con tàu bị bán để tháo dỡ vào ngày 3 tháng 1 năm 1947.

## Phần thưởng
Attu được tặng thưởng hai Ngôi sao Chiến trận do thành tích phục vụ trong Thế Chiến II.